# Martina Wachendorff
Martina Wachendorff (* 1953) ist eine deutsche Autorin, Übersetzerin und Herausgeberin, die in Frankreich arbeitet.

## Leben
Martina Wachendorff ist seit Anfang der 1990er Jahre als Lektorin beim Verlag Actes Sud für deutsche und osteuropäische Literatur zuständig. Sie gibt dort die Buchreihen Lettres allemandes und Cactus heraus. Wachendorff hat zwei Romane veröffentlicht.
Wachendorff lektorierte unter anderem die französischen Übersetzungen von Andreas Latzkos Menschen im Krieg, Paul Nizons Das Jahr der Liebe, des Romans Pianoforte oder der Roman des Klaviers im 19. Jahrhundert des  Autors Dieter Hildebrandt, Bodo Morshäusers Hauptsache Deutsch, Sebastian Haffners autobiografische Geschichte eines Deutschen und Wilhelm von Humboldts Pariser Tagebuch.  Sie sorgte auch für die Übersetzung von Oliver Lubrich edierten Reisen ins Reich 1933–1945. Sie sorgt für eine Werkausgabe von W.G. Sebald und hat Juli Zeh und Daniel Kehlmann als Hausautoren gewonnen. Aus dem Ungarischen edierte sie bei Actes Sud fünfzehn Werke von Imre Kertész und von Attila Bartis A nyugalom.
Wachendorff hat viele deutsche Autoren bei ihren Besuchen in Frankreich begleitet, auch zum Salon de la Littérature Européenne de Cognac. 2013 nahm sie zu einem FAZ-Kommentar des deutschen Literaten Michael Kumpfmüller Stellung, der sich bei der Verleihung des Prix Jean-Monnet schlecht behandelt fühlte, und klärte ihn über ein paar Kulturunterschiede und Gepflogenheiten auf.

## Werke
- Le baiser électrique : roman. Paris : Gallimard, 2001. ISBN 2-07-076211-4
- L'impossible enfant. Paris : Éditions Payot & Rivages, 2007. (Rivages/Noir 657.) ISBN 978-2-7436-1704-2